# Levantamento de peso nos Jogos Pan-Americanos de 1987
As competições de levantamento de peso nos Jogos Pan-Americanos de 1987 foram realizadas em Indianápolis, Estados Unidos. Esta foi a décima edição do esporte nos Jogos Pan-Americanos, tendo sido disputado apenas entre os homens.

## Masculino

### Até 52 kg
| POSIÇÃO | FINAL                  |
| ------- | ---------------------- |
|         | Juan Hernández (CUB)   |
|         | Humberto Fuentes (VEN) |
|         | Jose Farfán (VEN)      |

### Até 56 kg
| POSIÇÃO | FINAL                   |
| ------- | ----------------------- |
|         | Pedro Negrín (CUB)      |
|         | Tolentino Murillo (COL) |
|         | Christian Rivera (DOM)  |

### Até 60 kg
| POSIÇÃO | FINAL                  |
| ------- | ---------------------- |
|         | Gabriel Enseñat (CUB)  |
|         | Julio Loscos (CUB)     |
|         | Gilles Desmarais (CAN) |

### Até 67,5 kg
| POSIÇÃO | FINAL                   |
| ------- | ----------------------- |
|         | Raúl Mora Licea (CUB)   |
|         | Víctor Echevarría (CUB) |
|         | Langis Coté (CAN)       |

### Até 75 kg
| POSIÇÃO | FINAL                      |
| ------- | -------------------------- |
|         | Pablo Lara Rodríguez (CUB) |
|         | Francisco Alleguez (CUB)   |
|         | Roberto Urrutia (USA)      |
| 4.      | Jorge Kassar (VEN)         |
| 5.      | Arnold Franqui (PUR)       |
| 6.      | Louis Payer (CAN)          |
| 7.      | Pablo Gomez (URU)          |
| 8.      | Ricardo Salas (PAN)        |
| 9.      | Fran Pérez (DOM)           |

### Até 82,5 kg
| POSIÇÃO | FINAL                 |
| ------- | --------------------- |
|         | Pedro Rodriguez (CUB) |
|         | William Letriz (PUR)  |
|         | Guy Greavette (CAN)   |
| 4.      | Glen Dodds (CAN)      |
| 5.      | Juan Rojas (PER)      |
| 6.      | Pedro Torres (VEN)    |
| 7.      | Hugo Garbia (ARG)     |
| 8.      | Derrick Crass (USA)   |
| 9.      | Freddy Tabares (COL)  |
| 10.     | Paul Distant (JAM)    |

### Até 90 kg
| POSIÇÃO | FINAL                 |
| ------- | --------------------- |
|         | Omar Semanat (CUB)    |
|         | Gill Paramjit (CAN)   |
|         | Thomas Calandro (USA) |

### Até 100 kg
| POSIÇÃO | FINAL             |
| ------- | ----------------- |
|         | Denis Garon (CAN) |
|         | Ken Clark (USA)   |
|         | Bret Brian (USA)  |

### Até 110 kg
| POSIÇÃO | FINAL                |
| ------- | -------------------- |
|         | David Bolduc (CAN)   |
|         | Richard Schutz (USA) |
|         | Robert Jones (USA)   |

### Mais de 110 kg
| POSIÇÃO | FINAL                        |
| ------- | ---------------------------- |
|         | Mario Alvarez Martinez (USA) |
|         | John Bergman (USA)           |
|         | Calvin Stamp (JAM)           |